# 福地政次郎
福地 政次郎（ふくち せいじろう、文化7年（1810年） - 元治2年4月5日（1865年4月29日））は、江戸時代後期・幕末の水戸藩士。幕末の尊皇志士。砲術家。靖国神社の祭神。仮名は政次郎。諱は広延。実父は佐藤重遠、妻は弥寿子、子に長男の勝衛門道遠、四男の信之介道忠らがいる。位階は贈正五位。神名は福地政次郎之命、または福地政次郎広延之命。

## 生涯
佐藤重遠の次男に生まれ、福地広貫の養子に入り、福地氏を継ぐ。家禄は250石。小姓頭から鉄砲頭、軍用掛となる。元治元年（1864年）、宍戸藩主・松平頼徳を迎えて水戸天狗党として転戦し、10月、自首する。元治2年（1865年）4月5日、下総国古河藩で切腹する。維新後、大正4年（1915年）に正五位を贈位され、靖国神社に祀られる。